# Simeó Metafrastes
Simeó Metafrastes (en llatí Symeon Metaphrastes, en grec Συμεὼν ὁ Μεταφράστης, 'el traductor') o Simeó el Logoteta (Constantinoble, ~ 900 - ~987) fou un escriptor i hagiògraf romà d'Orient. Autor d'un conegut menologi i himnes litúrgics, és venerat com a sant a l'Església Ortodoxa amb festivitat el 9 de novembre.
La font principal de la vida d'aquest escriptor és la Ἐγκώμιον εἰς τὸν Μεταφραστὴν κύριον Συμεῶνα, Encomium in Metaphrastem Dominum Symeonem, escrit per Miquel Psel·los, i Ἀκολουθία, Officium, del mateix autor. Havia nascut durant el regnat de Lleó VI (886-912) al si d'una família noble de Constantinoble. Educat i excel·lent rètor i filòsof, va exercir diversos càrrecs de l'estat a la cort de Constantí VII Porfirogènit (944-959) i els seus successors. Amb Romà II és proto-secretarius (cap de la cancelleria imperial) i sembla que a la seva mort formà part del consell de regència duran sis mesos. Amb Joan I Tsimiscés és logotheta dromi (Logoteta), però és dubtós siera Logotetha Cursus ὁ Λογοθέτης τοῦ δρόμου, o Magnus Logoteta ὁ μέγας Λογοθέτης᾿, director de l'administració militar i responsable de les relacions amb els ambaixadors i del funcionament dels correus imperials) i finalment magister (ὁ Μάγιστρος), ofici equivalent a president del consell privat. Tenia el títol de patrici i se'l va conèixer sovint com Simeó Magister.
El final de la seva vida és poc conegut. Sembla que va caure en desgràcia, potser amb Basili II i que es retirà a un monestir on va morir, potser en 987. Probablement llavors es va dedicar a la seva obra escrita de caràcter religiós. Va escriure himnes i poemes encara avui utilitzats en la litúrgia grega.

## Obres
Les seves obres principals foren:
- Ἁγίων Βίοι s. Μεταφράσεις, Sanctorum Vitae s. Metaphrases.
- Σνμεὼν μαγίστρου καὶ λογοθέτου χρονογραφία, Symeonis Magistri et Logothetae Annales.
- Chronicon s. Annales ab orbi condito.
- Συμεὼν μαγίστρου καὶ λογοθέτου τοῦ δρόμου ἐπιστολαί, Symeonis Magistri et Logothetae Cursus Epistolae IX.
- Λόγοι, Sermones o Ἠθικοὶ λόγοι, Sermones XXIV de Moribus
- Poemes curts:
  - Τοῦ Μεταφραστοῦ στίχοι εἰς τὴν ἔνσαρκον οἰκονομίαν. κα? ἐρώτησιν δήθεν καὶ ἀπόκρισιν, Metaphrastae de Salutis nostrae Mysterio et suscepti Nominis Sacramento, per interrogalioneim et responsionem,
  - Στίχοι Συμεῶνος τοῦ Μεταφραστοῦ, Simeonis Metaphraslae trimetri iambici
  - Ἀλφάβετον, Alphabetum
  - Εἰς τὴν ἰδίαν ψυχὴν, Ad sui ipsius Animam
  - Εἰς κύριον Στυλιανὸν πρωτασηκρῆτιν, Ad Dominum Stylianum e Secretariis Primum
- Ἐπιτομὴ κανόνων, Synopsis Canonica
- Κεφάλαια τοῦ ἁγίου Μακαριον ηεταφρασθέντα παρὰ Συμεὼν τοῦ Λογοθέτου, S. Macarii Acgyptii s. Scetensis o Capita Ascetica centum septuaginta, metaphrasi illustrate a Symeone Logotheta
- Hymni s. Canones et Troparia, o Preces, Diversos himnes i Cànons que encara s'utilitzen a l'església grega
- Clementinorum Epitome
- Ἐκ τῶν τοῦ ἐν ἁγίοις πατρὸς ἡμῶν Βασιλείου ἀρχιεπισκόπου Καισαρείας τῆς Καππαδοκίας ἠθικοὶ λόγοι κ? διὰ Συμεὼν τοῦ Μαγίστρου καὶ Λογοθέτου, Ex Libris D. Basilis Archiepicopi Caesareae Cappodociae Orationes de Moribus XXIV. Simeone Magistro ac Logotheta auctore.
- Carmina Pia duo Politica
- Serino in Diem Sabbati Sancti
- Εἰς τὸν Δρῆνον τῆς ὑπεραγίας Θεοτόκον, In Lamentationem Sanctae Deipcarae.[1]